# Campo con un elemento
Il campo con un elemento, in matematica, è un oggetto che dovrebbe comportarsi in modo simile a un campo finito costituito da un solo elemento, se tale campo potesse esistere. Questo oggetto è indicato con {\displaystyle \mathbb {F} _{1}} e, in inglese, è conosciuto anche come F-un (un gioco di parole con fun, che significa "divertente" o "bizzarro") per via delle sue caratteristiche anomale. Il nome campo con un elemento e la notazione {\displaystyle \mathbb {F} _{1}} sono solo convenzionali, poiché un campo con un singolo elemento non esiste nell’ambito dell’algebra astratta classica. In realtà, {\displaystyle \mathbb {F} _{1}} si riferisce a un'idea teorica secondo cui sarebbe possibile sostituire insiemi e operazioni — i tradizionali elementi costitutivi dell'algebra astratta — con oggetti più flessibili. Sono state proposte diverse teorie per descrivere {\displaystyle \mathbb {F} _{1}}, ma non è ancora chiaro quale di esse riesca a soddisfare tutte le proprietà desiderate. In queste teorie, un campo con un solo elemento non esiste realmente, ma esiste un oggetto che gli somiglia, la cui caratteristica principale è quella di avere un solo elemento.
{\displaystyle \mathbb {F} _{1}} non può essere un campo, perché tutti i campi devono contenere due elementi distinti: l'elemento neutro additivo {\displaystyle 0} e quello neutro moltiplicativo {\displaystyle 1}. Se provassimo a immaginare un “campo” con un solo elemento, otterremmo ciò che si chiama l' anello zero, cioè un sistema in cui addizione e moltiplicazione non possono distinguere elementi diversi perché ce n’è solo uno. Tuttavia, questo anello zero non si comporta come un campo finito. Invece, la maggior parte delle teorie proposte per {\displaystyle \mathbb {F} _{1}} sostituisce l'intera algebra astratta. Oggetti matematici come spazi vettoriali e anelli dei polinomi possono essere descritti in queste nuove teorie definendo le loro proprietà astratte in modo analogo a quello classico. Ciò consente lo sviluppo dell'algebra commutativa e della geometria algebrica su nuove basi. Una delle caratteristiche peculiari delle teorie su {\displaystyle \mathbb {F} _{1}} è la seguente: queste nuove basi consentono più oggetti rispetto all'algebra astratta classica, uno dei quali si comporta come un campo di caratteristica uno.
La possibilità di studiare le proprietà di {\displaystyle \mathbb {F} _{1}} fu originariamente proposta nel 1956 da Jacques Tits. Tits ipotizzò un'analogia tra le simmetrie presenti nella geometria proiettiva e la combinatoria dei complessi simpliciali, suggerendo così un legame concettuale tra {\displaystyle \mathbb {F} _{1}} e la geometria non commutativa. Questa ipotesi si inseriva nel contesto di una visione più ampia, in cui lo studio di {\displaystyle \mathbb {F} _{1}} avrebbe potuto contribuire alla comprensione dell'ipotesi di Riemann. Negli anni successivi sono state proposte numerose teorie per formalizzare il concetto di {\displaystyle \mathbb {F} _{1}} (nota anche come campo con un elemento), ma non esiste ancora un consenso su quale costruzione garantisca le proprietà desiderate per il suo utilizzo in geometria o teoria dei numeri.

## Storia
Nel 1957, Jacques Tits introdusse la teoria degli edifici, che stabilisce una connessione tra i gruppi algebrici e i complessi simpliciali astratti. Una delle condizioni fondamentali della teoria è detta condizione di non banalità: se un edificio è un complesso simpliciale astratto di dimensione {\displaystyle n}, allora per ogni {\displaystyle k<n}, ogni {\displaystyle k}-simplice deve essere contenuto in almeno tre {\displaystyle n}-simplici. Questa condizione riflette un principio della geometria proiettiva classica, secondo cui ogni retta deve contenere almeno tre punti. Tuttavia, esistono geometrie degeneri che soddisfano tutte le condizioni formali della geometria proiettiva, tranne per il fatto che le rette contengono soltanto due punti.Nella teoria degli edifici, le strutture analoghe alle geometrie proiettive sono chiamate appartamenti. Tali appartamenti hanno un ruolo strutturale così centrale che Tits ipotizzò l’esistenza di una teoria più generale della geometria proiettiva, in cui anche le geometrie degeneri avrebbero avuto lo stesso rilievo di quelle classiche. Secondo Tits, una simile geometria potrebbe essere concepita come costruita su un campo caratteristico. Usando questa analogia, è stato possibile formulare alcune proprietà elementari del presunto campo {\displaystyle \mathbb {F} _{1}} (il "campo con un elemento"), ma non è ancora stato possibile costruirne una definizione rigorosa universalmente accettata.
Un’altra ispirazione per lo studio di {\displaystyle \mathbb {F} _{1}} viene dalla teoria dei numeri algebrica. André Weil dimostrò l’ipotesi di Riemann per le curve definite su un campo finito {\displaystyle \mathbb {F} _{k}}, usando il prodotto della curva con sé stessa e analizzando la sua diagonale. L’idea è che, se anche l’insieme degli interi {\displaystyle \mathbb {Z} } potesse essere visto come una “curva” su un campo, si potrebbe tentare un approccio simile. Infatti, {\displaystyle \mathbb {Z} } è un oggetto unidimensionale, come una curva, ma non è costruito sopra alcun campo. Una delle ipotesi su {\displaystyle \mathbb {F} 1} è proprio che renda possibile vedere {\displaystyle \mathbb {Z} } come un’algebra su di esso. In tal caso, si potrebbe costruire {\displaystyle \mathbb {Z} \times {\mathbb {F} _{1}}\mathbb {Z} } e provare a usare una strategia simile a quella di Weil per affrontare l’ipotesi di Riemann anche per {\displaystyle \mathbb {Z} }.
Un altro punto di vista proviene dalla geometria di Arakelov, che studia le equazioni diofantee usando metodi presi dalla geometria complessa. Questa teoria mette a confronto, in modo sofisticato, le proprietà dei campi finiti con quelle dei numeri complessi. In questo contesto, l’idea di un campo {\displaystyle \mathbb {F} _{1}} risulta utile per ragioni tecniche, soprattutto nel tentativo di unificare il trattamento dei diversi tipi di "punti" coinvolt
Nel 1991, Alexander Smirnov compì alcuni passi verso lo sviluppo di una geometria algebrica su {\displaystyle \mathbb {F} _{1}}. In particolare, introdusse delle estensioni di {\displaystyle \mathbb {F} _{1}} e le utilizzò per costruire e studiare la retta proiettiva {\displaystyle \mathbb {P} ^{1}} su {\displaystyle \mathbb {F} _{1}}. In questa visione, i numeri algebrici venivano interpretati come applicazioni (mappe) definite su questa retta proiettiva, e Smirnov propose delle approssimazioni congetturali della formula di Riemann-Hurwitz per descrivere tali mappe. Queste approssimazioni portavano a implicazioni molto profonde, tra cui la congettura abc.
Le estensioni di {\displaystyle \mathbb {F} _{1}} introdotte da Smirnov vennero successivamente indicate con la notazione {\displaystyle \mathbb {F} _{q}}, dove {\displaystyle q=1^{n}}.
Nel 1993, Yuri Manin tenne una serie di lezioni sulle funzioni zeta, in cui propose lo sviluppo di una teoria della geometria algebrica su {\displaystyle \mathbb {F} _{1}}. Suggerì che le funzioni zeta associate alle varietà definite su {\displaystyle \mathbb {F} _{1}} avrebbero potuto assumere forme particolarmente semplici, e avanzò un collegamento tra la K-teoria su {\displaystyle \mathbb {F} _{1}} e i gruppi di sfere omotopiche. Queste idee stimolarono numerosi tentativi di definire formalmente {\displaystyle \mathbb {F} _{1}}. Nel 2000, Zhu propose che {\displaystyle \mathbb {F} _{1}} potesse essere simile a {\displaystyle \mathbb {F} _{2}}, salvo che la somma di uno con uno risultasse ancora uno, anziché zero. Deitmar suggerì invece di costruire {\displaystyle \mathbb {F} _{1}} rimuovendo la struttura additiva dell’anello e conservando solo la moltiplicazione. Toën e Vaquié, partendo dalla teoria degli schemi relativi di Hakim, definirono {\displaystyle \mathbb {F} _{1}} in termini di categorie monoidali simmetriche. La loro costruzione fu poi dimostrata equivalente a quella di Deitmar da Vezzani. 
Altri approcci rilevanti includono: – Nikolaj Durov, che definì {\displaystyle \mathbb {F} _{1}} come una monade algebrica commutativa; – Christophe Soulé, che utilizzò algebre sui numeri complessi e funtori definiti su particolari categorie di anelli; – James Borger, che ricorse al principio di discesa per costruire {\displaystyle \mathbb {F} _{1}} a partire da campi finiti e dall’anello degli interi.
Alain Connes e Caterina Consani hanno sviluppato le idee di Soulé e Deitmar “incollando” la categoria dei monoidi moltiplicativi con quella degli anelli, ottenendo una nuova categoria {\displaystyle {\mathfrak {M}}{\mathfrak {R}}}, nella quale gli schemi su {\displaystyle \mathbb {F} _{1}} sono definiti come un particolare tipo di funtore rappresentabile. Questo approccio ha permesso di formulare nozioni teoriche sui numeri su {\displaystyle \mathbb {F} 1}, come i motivi e le estensioni di campo, e di costruire gruppi di Chevalley su {\displaystyle \mathbb {F} {1^{2}}}. In collaborazione con Matilde Marcolli, Connes e Consani hanno inoltre collegato {\displaystyle \mathbb {F} _{1}} con la geometria non commutativa. È stato infine suggerito che potrebbero esistere connessioni anche con la congettura unica dei giochi nella teoria della complessità computazionale.
Lorscheid, insieme ad altri, ha recentemente raggiunto l'obiettivo originario di Tits di descrivere i gruppi di Chevalley su {\displaystyle \mathbb {F} _{1}}, introducendo strutture chiamate blueprint, che rappresentano una generalizzazione simultanea di semianelli e monoidi. Tali blueprint permettono di definire i cosiddetti schemi blu, una classe di oggetti geometrici in cui {\displaystyle \mathbb {F} _{1}} gioca un ruolo fondamentale.. Le idee di Lorscheid si discostano da altre proposte riguardanti gruppi definiti su {\displaystyle \mathbb {F} _{1}}, in quanto lo schema associato a {\displaystyle \mathbb {F} _{1}} non coincide direttamente con il gruppo di Weyl dell'estensione di base nei consueti schemi algebrici. In questo contesto, Lorscheid definisce la categoria Tits, una sottocategoria piena della categoria degli schemi blu, e introduce il concetto di estensione di Weyl, un funtore dalla categoria Tits alla categoria degli insiemi Set. Un modello Tits-Weyl di un gruppo algebrico {\displaystyle {\mathcal {G}}} è uno schema blu {\displaystyle \mathbb {G} } dotato di una struttura di gruppo data da un morfismo nella categoria Tits, tale che:  la sua estensione di base coincida con {\displaystyle {\mathcal {G}}}; la sua estensione di Weyl sia isomorfa al gruppo di Weyl di {\displaystyle {\mathcal {G}}}.
La geometria su {\displaystyle \mathbb {F} _{1}} è stata collegata alla geometria tropicale , poiché i semianelli — in particolare i semianelli tropicali — sorgono come quozienti di certi semianelli monoidi {\displaystyle N[\mathbb {A} ]}, costituiti da somme formali finite di elementi di un monoide {\displaystyle \mathbb {A} }, che a sua volta è un'algebra su {\displaystyle \mathbb {F} _{1}}. Questa connessione è resa esplicita dall'uso dei blueprints da parte di Lorscheid. I fratelli Giansiracusa hanno elaborato una teoria degli schemi tropicali, nella quale la loro categoria di schemi tropicali risulta equivalente alla categoria degli schemi Toën–Vaquié su {\displaystyle \mathbb {F} _{1}}. Questa categoria si immerge fedelmente — ma non pienamente — nella categoria degli schemi blu, e rappresenta una sottocategoria completa della categoria degli schemi di Durov.

## Estensione di campo
Si possono definire le estensioni di campo del campo con un elemento come il gruppo delle radici dell'unità, oppure, in modo più strutturato, come lo schema di gruppo delle radici dell'unità. Quest’ultimo, pur non essendo naturalmente, è isomorfo al gruppo ciclico di ordine {\displaystyle n}, con l'isomorfismo che dipende dalla scelta di una radice primitiva dell'unità.
{\displaystyle \mathbb {F} _{1^{n}}=\mu _{n}.} è una notazione suggestiva e simbolica usata nella letteratura riguardante la cosiddetta "geometria su {\displaystyle \mathbb {F} _{1}}", ovvero il campo con un solo elemento (che non esiste nel senso usuale dell’algebra, ma è un’idea astratta usata per estendere la geometria algebrica).
Quindi, uno spazio vettoriale di dimensione {\displaystyle d} su {\displaystyle \mathbb {F} _{1^{n}}} può essere descritto come un insieme finito costituito da {\displaystyle dn} elementi, su cui il gruppo delle {\displaystyle n}-esime radici dell'unità agisce in modo libero (cioè senza fissare alcun elemento diverso dal neutro). A tale struttura si aggiunge un punto base, che funge da origine nello spazio, analogamente allo zero in uno spazio vettoriale classico.
Da questo punto di vista il campo finito {\displaystyle \mathbb {F} _{q}} è un'algebra su {\displaystyle \mathbb {F} _{1^{n}}}, di dimensione {\displaystyle d={\frac {q-1}{n}}} per qualsiasi {\displaystyle n} che è un fattore di {\displaystyle q-1} (ad esempio {\displaystyle n=q-1} o {\displaystyle n=1}). Ciò corrisponde al fatto che il gruppo delle unità di un campo finito {\displaystyle \mathbb {F} _{q}} (che sono {\displaystyle q-1} elementi diversi da zero) è un gruppo ciclico di ordine {\displaystyle q-1}, sul quale ogni gruppo ciclico di ordine che divide {\displaystyle q-1} agisce liberamente (elevando a potenza), e l'elemento zero del campo è il punto base.
Allo stesso modo, i numeri reali {\displaystyle \mathbb {R} } possono essere visti come un'algebra su {\displaystyle \mathbb {F} {1^{2}}}, con dimensione infinita. Questo perché {\displaystyle \mathbb {R} } contiene {\displaystyle \pm 1} (cioè le radici quadratiche dell’unità), ma non altre radici dell'unità. Viceversa, i numeri complessi {\displaystyle \mathbb {C} } sono un'algebra su {\displaystyle \mathbb {F} {1^{n}}} per ogni {\displaystyle n}, anch'essa di dimensione infinita, poiché {\displaystyle \mathbb {C} } contiene tutte le radici {\displaystyle n}-esime dell'unità, per ogni {\displaystyle n\geq 1}.
Da questo punto di vista, qualsiasi fenomeno che dipende esclusivamente da un campo contenente radici dell'unità può essere interpretato come derivante da {\displaystyle \mathbb {F} _{1}}. Ad esempio, la trasformata di Fourier discreta a valori complessi e la sua analoga versione in teoria dei numeri, che assume valori in {\displaystyle \mathbb {Z} /n\mathbb {Z} }, possono entrambe essere viste in questa ottica.